# Тваринозапилення

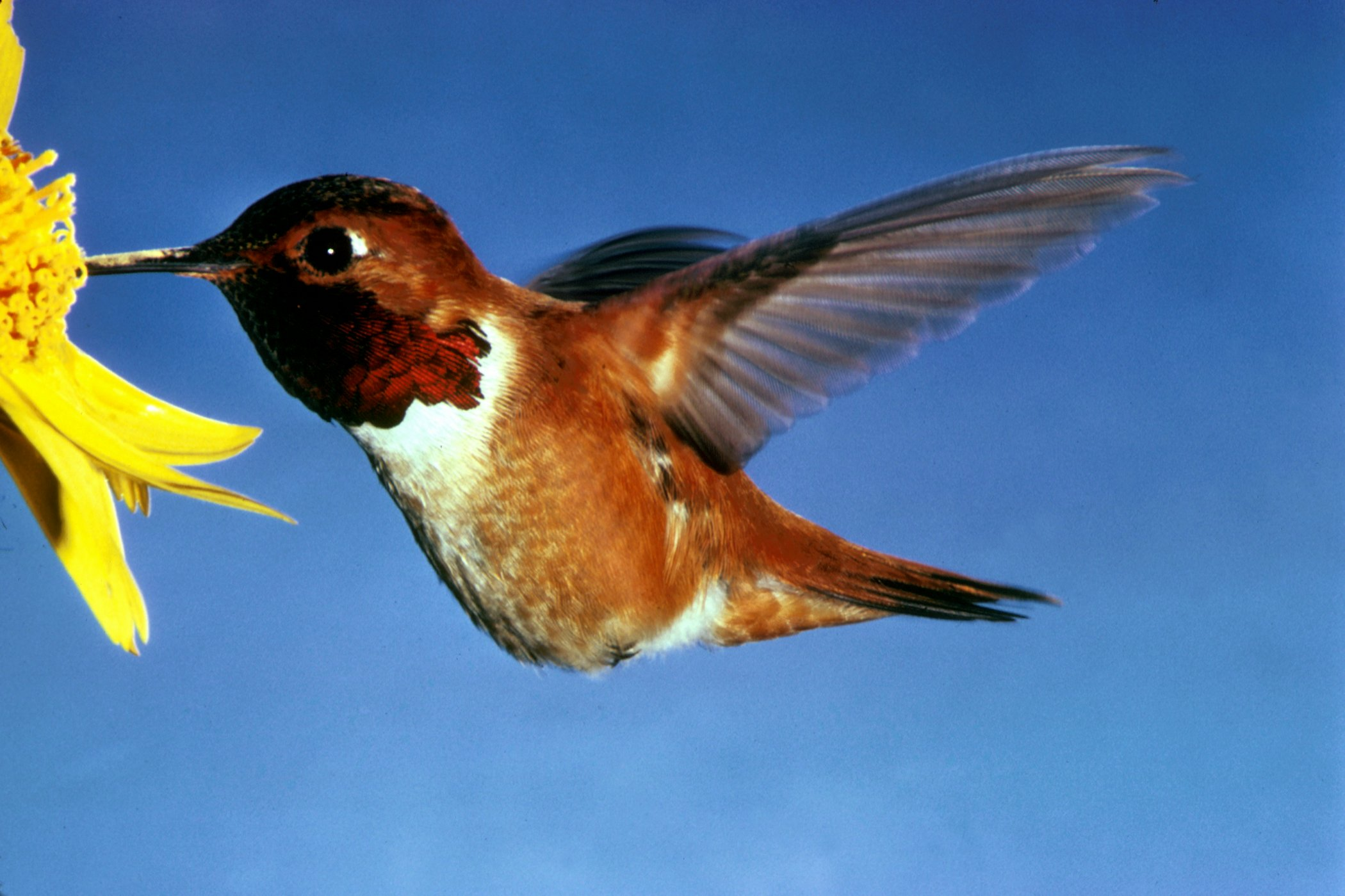
Selasphorus rufus надає перевагу яскраво забарвленим квіткам і допомагає запиленню рослин.

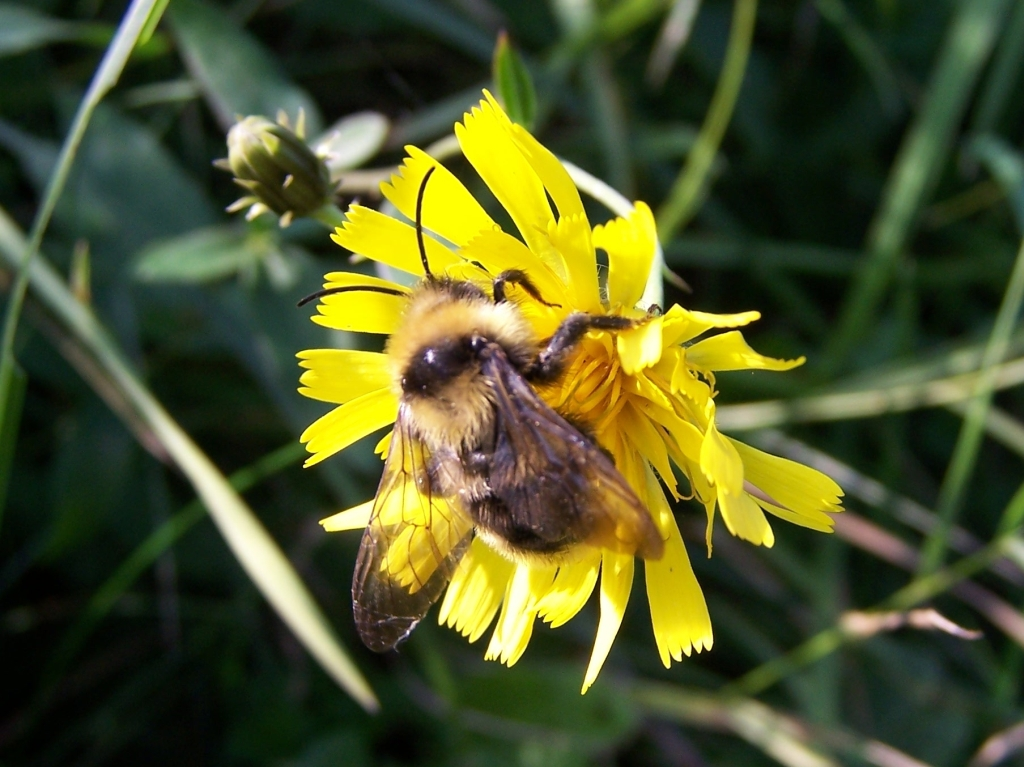
Джміль на квітці

Тваринозапилення, зоофілія, зоогамія — спосіб перехресного запилення у рослин за допомогою тварин. Більшість тварин шукають у квітах поживи, тут вони можуть знайти нектар або пилок. Деякі природні барвники діють як сигнальні речовини (атрактанти), притягуючі комах-запилювачів. При нагоді тварини переносять з квітки на квітку. Залежно від того, які саме тварини беруть участь у запиленні вирізняють такі основні види тваринозапилення:
- Комахозапилення (ентомофілія) — запилення комахами. Це найпоширеніший вид тваринозапилення.
- Птахозапилення (орнітофілія) — запилення птахами.
- Кажанозапилення (хіроптерофілія) — запилення кажанами. Це явище відбувається у тропіках і в ньому беруть участь деякі види кажанів, які живляться нектаром.

Крім цих груп тварин квіти запилюють також слимаки, плазуни та ссавці, наприклад, вивірки, сумчасті, мавпи, гризуни. Є також різні підвиди комахозапилення, наприклад, осозапилення, бджолозапилення, мурахозапилення тощо.